# Ficus obscura
Ficus obscura är en mullbärsväxtart som beskrevs av Carl Ludwig von Blume. Ficus obscura ingår i släktet fikonsläktet, och familjen mullbärsväxter. Inga underarter finns listade i Catalogue of Life.